# العلاقات التشيلية الفلسطينية
العلاقات التشيلية الفلسطينية هي العلاقات الدولية بين جمهورية شيلي ودولة فلسطين. تتمتع الدولتان بعلاقات ودية تتركز أهميتها على تاريخ الهجرة الفلسطينية إلى تشيلي. هناك جالية من حوالي 400 ألف شخص من أصل فلسطيني في تشيلي مما يجعل تشيلي تمتلك أكبر جالية فلسطينية خارج الشرق الأوسط.

## التاريخ

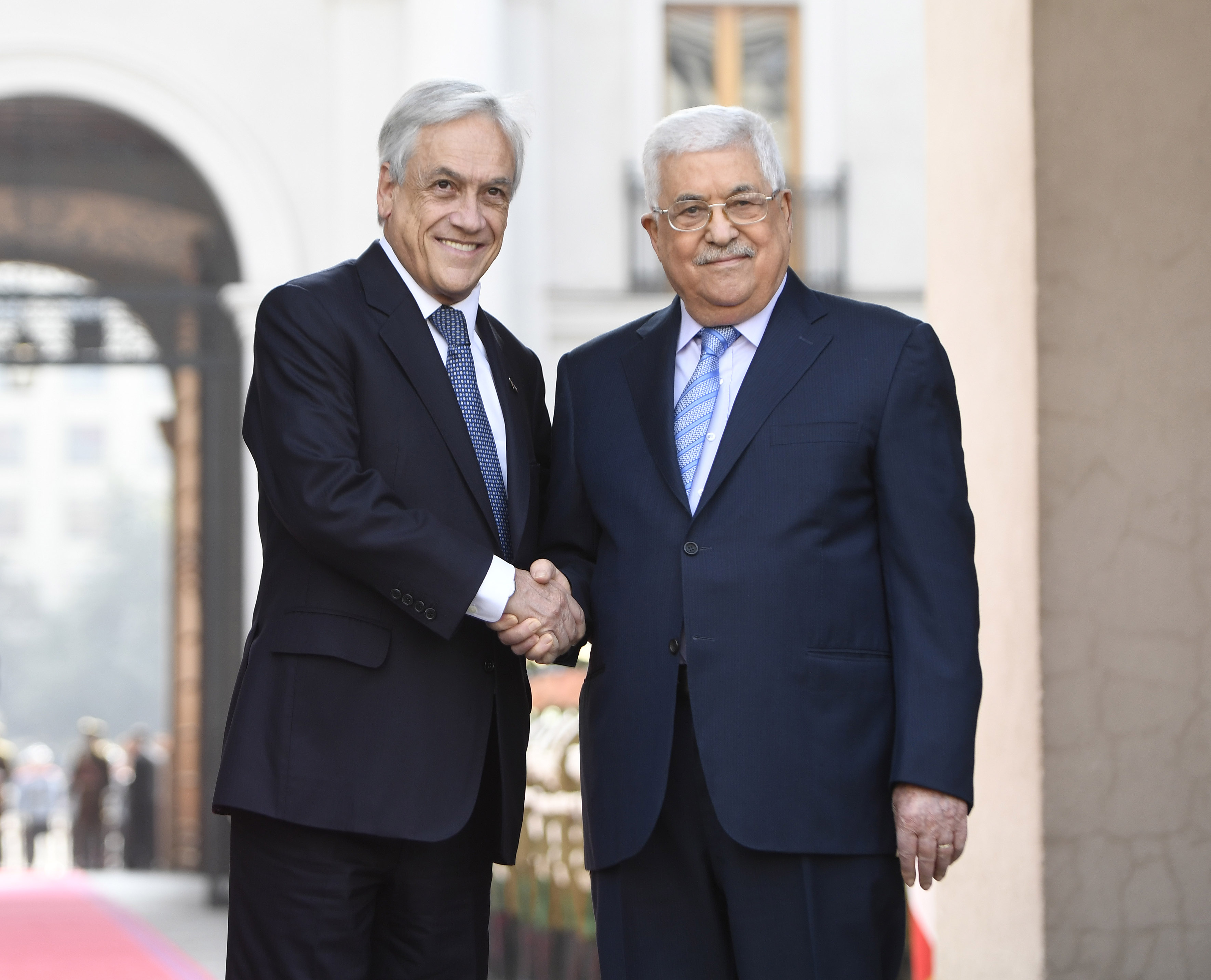
الرئيس محمود عباس والرئيس سباستيان بنييرا، مايو 2018

في أواخر القرن التاسع عشر، بدأ الفلسطينيون (الشباب في البداية) بالوصول إلى تشيلي. العديد منهم كانوا يهربون من التجنيد في الجيش العثماني وبمرور الوقت، سيصل المزيد من الفلسطينيين إلى تشيلي ويعملون في صناعات مختلفة في البلاد، لا سيما صناعة النسيج. في عام 1947، امتنعت تشيلي عن التصويت في خطة الأمم المتحدة للتقسيم من أجل فلسطين.
وفي عام 1990، أنشأت منظمة التحرير الفلسطينية «مكتباً إعلامياً» في سانتياغو. وفي عام 1994، ومع تشكيل السلطة الوطنية الفلسطينية، غير المكتب الإعلامي فئته إلى «مكتب تمثيل لفلسطين في تشيلي». وفي أبريل عام 1998، كانت تشيلي أول دولة في أمريكا اللاتينية تفتح مكتب تمثيل لدى السلطة الوطنية الفلسطينية في رام الله.
في 7 يناير 2011، اعترفت تشيلي بفلسطين كدولة مستقلة ذات سيادة. وبعد بضعة أشهر، في مارس 2011، قام الرئيس التشيلي سباستيان بنييرا بزيارة إلى فلسطين وزار بيت لحم ورام الله حيث التقى الرئيس محمود عباس. وخلال زيارته، زار الرئيس بنييرا أيضا ضريح ياسر عرفات ووضع إكليلا من الزهور. في مايو 2018، قام الرئيس محمود عباس بزيارة لتشيلي. خلال زيارته بحث الرئيس عباس والرئيس بنييرا حل الدولتين للصراع الإسرائيلي الفلسطيني.
في يونيو 2019، قام الرئيس بنييرا آنذاك بزيارة ثانية إلى فلسطين وسافر إلى القدس الشرقية وبيت لحم ورام الله حيث التقى مرة أخرى مع محمود عباس.
خلال أعمال الدورة الـ 77 للجمعية العامة للأمم المتحدة في سبتمبر 2022، دعا الرئيس التشيلي غابريل بوريك:
«إلى التصدي لاستمرار انتهاكات حقوق الإنسان التي يتعرض لها الشعب الفلسطيني، واحترام قرارات الجمعية العامة للأمم المتحدة في هذا السياق وحقوق الإنسان.»
قرر مجلس النواب التشيلي في 22 يناير 2025، اعتبار اليوم السابع من يناير من كل عام يومًا للصداقة التشيلية الفلسطينية كونه يُصادف يوم ذكرى اعتراف تشيلي بدولة فلسطين عام 2011، وتأكيدًا على العلاقات التاريخية بين البلدين.